# Гінгем (Массачусетс)
Гінгем (англ. Hingham) — місто (англ. town) в США, в окрузі Плімут штату Массачусетс. Населення — 24 284 особи (2020).

## Демографія
Згідно з переписом 2010 року, у місті мешкало 22 157 осіб у 8465 домогосподарствах у складі 5980 родин. Було 8953 помешкання
Расовий склад населення:
| - 96,2 % — білих - 1,5 % — азіатів - 0,5 % — чорних або афроамериканців - 0,2 % — корінних американців |

До двох чи більше рас належало 1,2 %. Частка іспаномовних становила 1,1 % від усіх жителів.
За віковим діапазоном населення розподілялося таким чином: 27,2 % — особи молодші 18 років, 53,2 % — особи у віці 18—64 років, 19,6 % — особи у віці 65 років та старші. Медіана віку мешканця становила 44,4 року. На 100 осіб жіночої статі у місті припадало 88,5 чоловіків;  на 100 жінок у віці від 18 років та старших — 83,0 чоловіків також старших 18 років.
Середній дохід на одне домашнє господарство  становив 181 308 доларів США (медіана — 125 144), а середній дохід на одну сім'ю — 226 294 долари (медіана — 163 966). Медіана доходів становила 125 385 доларів для чоловіків та 83 043 долари для жінок. За межею бідності перебувало 5,7 % осіб, у тому числі 6,8 % дітей у віці до 18 років та 6,0 % осіб у віці 65 років та старших.
Цивільне працевлаштоване населення становило 10 575 осіб. Основні галузі зайнятості: освіта, охорона здоров'я та соціальна допомога — 22,2 %, фінанси, страхування та нерухомість — 19,8 %, науковці, спеціалісти, менеджери — 19,5 %.